# Serra Llisa
La Serra Llisa és una serra situada a cavall dels termes municipals de Sentmenat, a la comarca del Vallès Occidental, i de Caldes de Montbui a la del Vallès Oriental, amb una elevació màxima de 815 metres.